# Heger
Heger er en dansk borgerslægt, der især har fostret mange skuespillere.
Slægtens første væsentlige mand var Peder Heger, der var møller på Københavns volde og far til Stephan Pedersen Heger, brygger og rådmand i København. Dennes søn, konferensråd, assessor i Den kongelige Landsoverret samt Hof- og Stadsret Hans Heger (1747-1819), og Anna Louise født Drewsen (1751-1799) var forældre til skuespiller Jens Stephan Heger (1769-1855), bibliotekar Carl Heger (1771-1836) og forfatter Karen Margrethe "Kamma" Heger, gift Rahbek (1775-1829), gift med Knud Lyne Rahbek. Stephan Heger var gift med skuespillerinde Ellen "Eline" Maria Heger, født Smidth (1774-1842) og far til skuespiller Elisabeth "Elise" Frederikke Margrethe Heger, gift Holst (1811-1891), gift med Wilhelm Holst.
Konsul Enrique Carlos Flindt Heger var far til arkitekt Jarl Gustav Heger (1929-1998).
Skuespiller og teaterdirektør Carl Heger, født Johansen (1910-2002) var søn af godsejer Niels Frederik Johansen og fraskilt hustru Edle Henriette Heger og antog moderens navn. Han var far til filmfotograf Henrik Heger (1940-1996).